# Alisa Burras
Alisa Marzatte Burras (Chicago, 23 giugno 1975) è un'ex cestista statunitense, professionista nella ABL e nella WNBA.

## Palmarès
- Migliore nella percentuale di tiro WNBA (2002)